# Karaïm

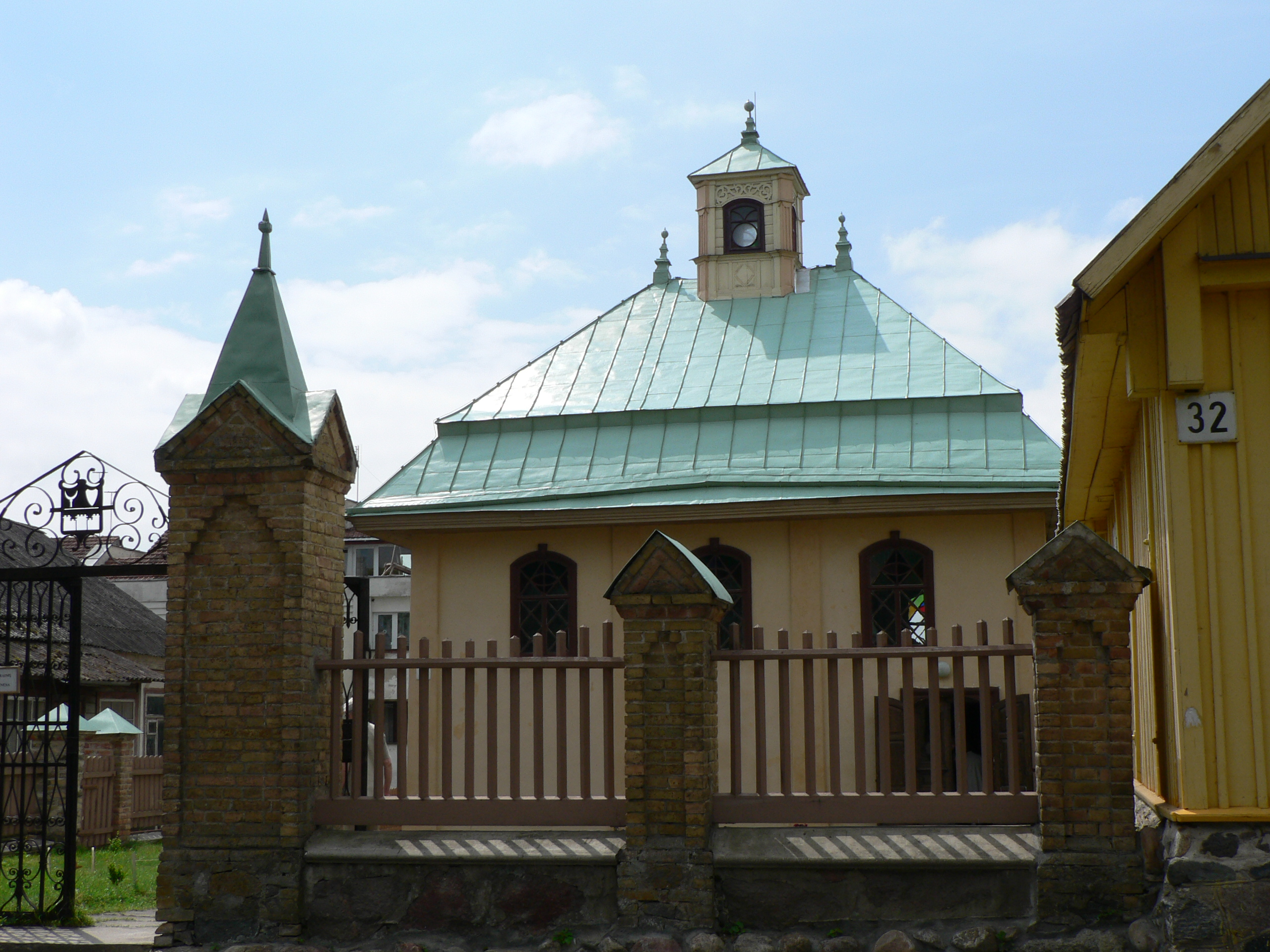
De Kenesa (synagoge) van Trakai

De Karaïm (Karaïms: Karai mv. Karailar) vormen een zeer kleine etnische minderheid in Litouwen die bestaat uit de nazaten van Karaïeten die in de 14e eeuw door Vytautas de Grote van de Krim naar zijn rijk werden gehaald. Hun culturele centrum is Trakai, de toenmalige Litouwse hoofdstad.
Hun taal, het Karaïms, is verwant aan het Krim-Tataars dat door het Hebreeuws beïnvloed is op een manier die te vergelijken is met het Germaanse Jiddisch en het Romaanse Ladino.
De Sovjet-volkstelling van 1989 leverde voor Litouwen een aantal van 289 Karaïm op, waarvan 210 personen het Karaïms als moedertaal opgaf. Hoewel de meesten tegenwoordig in de hoofdstad Vilnius wonen, beschouwen de Karaïm Trakai nog steeds als hun culturele en religieuze hoofdstad.
Naast hun Turkse taal hebben de Karaïm ook hun jodendom en leefgewoonten weten te behouden. Ze zijn bijvoorbeeld bekend om hun eigen gerechten, zoals de kybyn. De karaim accepteren Jezus en Mohammed als profeten.
Er is een groeiende Karaimaanhang in Israël. Deze groep houdt zich echter niet vast aan de religieuze tradities die de Karaim in Litouwen aanhouden.